# Michael Walchhofer
Michael Walchhofer (n. 28 aprilie 1975, Radstadt, Salzburg, Austria) este un schior alpin austriac, medaliat olimpic. A participat la 3 ediții ale Jocurilor Olimpice (2002, 2006, 2010) în care a câștigat o medalie de argint.